# Алиева, Фарах Ширмамед кызы
Алиева Фарах Ширмамед кызы (азерб. Fərəh Şirməmməd qızı Əliyeva; род. 7 сентября 1961, Баку); род. 7 сентября 1961 года, Баку) — азербайджанский искусствовед, государственный деятель, заведующая отделом гуманитарной политики, вопросов диаспоры, мультикультурализма и религии Администрации Президента Азербайджанской Республики (с 2019 года), заслуженный деятель искусств Азербайджана (2017), доктор искусствоведения, профессор.

## Биография
Фарах Алиева родилась 7 сентября 1961 года в Баку. В 1984 году окончила Азербайджанскую государственную консерваторию имени Узеира Гаджибекова по специальности «История и теория музыки».
С того же года начала преподавательскую деятельность на кафедре истории музыки в Бакинской музыкальной академии, где также занимала должности научного секретаря и декана факультета повышения квалификации.
В 1994 году защитила кандидатскую диссертацию на тему «Некоторые стилевые тенденции в творчестве азербайджанских композиторов в первой половине 60-70-х годов XX века», получив степень кандидата искусствоведения. В 2008 году защитила докторскую диссертацию на тему «Азербайджанская музыкальная культура в контексте исторического развития первой половины XX века», став доктором искусствоведения.
В 1995 году ей было присвоено звание доцента, а в 2005 году — профессора.
2 мая 2014 года назначена ректором Азербайджанского государственного университета культуры и искусств.
11 мая 2018 года указом Президента Азербайджанской Республики Ильхама Алиева назначена заведующей отделом гуманитарной политики Администрации Президента Азербайджанской Республики.
29 ноября 2019 года возглавила отдел гуманитарной политики, вопросов диаспоры, мультикультурализма и религии Администрации Президента Азербайджанской Республики.
Фарах Алиева является членом Союза композиторов Азербайджана и автором ряда научных трудов, включая монографию «Поиски стиля в азербайджанской музыке» (Баку, 1996), а также учебников и многочисленных научных статей, посвященных азербайджанской музыкальной культуре и творчеству композиторов.

## Награды и достижения
- В 2017 году присвоено почетное звание «Заслуженный деятель искусств Азербайджанской Республики».
- В 2021 году награждена орденом «Шохрат» за заслуги в развитии культуры[4].

Примечания